# پل‌سازی در دوره ساسانیان
با مشاهده آثار باقی‌مانده از دوران ساسانی در گوشه کنار سرزمین پهناور ایران در می‌یابیم که ساسانیان در فعالیتهای ساختمانی و معماری دارای تاریخ درخشان و معماری پیشرفته‌ای بوده‌اند. به علاوه شرایط ضروری و حیاتی آن زمان ایجاب می‌کرده‌است که پل‌سازی مانند دیگر فعالیت‌های معماری مورد توجه قرار گیرد. این نیاز به‌طور محسوس بیشتر در منطقه خوزستان و غرب ایران که دارای رودخانه‌های پر آب بودند احساس می‌شد. به خصوص این که می‌دانیم یکی از مراکز حکومت آن عصر در تیسفون و دیگری در استخر واقع بوده و شاهراه بزرگی این دو مرکز را به هم متصل می‌ساخت.
علاوه بر این راه جاده‌های دیگری مراکز ایالات و سایر شهرهای کشور را به یکدیگر مربوط می ساخته‌اند. از جمله راهی از ری به طرف شمال غربی رفته پس از عبور از قزوین داخل شهر شیز مهمترین شهر آذربایجان (ماداتر و پاتن) می‌گردید و از آن جا چند شاخه شده یکی از طریق آسیای صغیر به بنادر آن سرزمین در کنار دریای سیاه مانند ترابوزان و سینوپ می‌پیوست و شاخه‌های دیگر از طریق کردستان به بین‌النهرین می رفته‌است. پل زاب بر روی زاب رد منطقه سردشت در مسیر جاده اخیر قرار داشته‌است.
علاوه بر راههای فوق راههایی نیز قسمت جنوبی کوههای البرز را به سواحل دریای خزر متصل می‌کرده که بعدها نیز در دوره‌های دیلمیان و صفویه و قاجار تغییرات و تعمیراتی در این راهها به عمل آمده‌است. یکی از این راهها جاده‌ای بود که از طریق دره هراز که کوتاهترین فاصله بین رشته کوههای البرزبه شمار می‌رود می گذشته‌است. هنوز در تنگ بریده آثار راه‌سازی دوران ساسانی بر جای است. آثار پلی از این دوره از سنگ و ساروج به فاصله کمی از تونلی که در نزدیکی تنگه بند بریده زده‌اند تا امروز باقیست.
طاق و دهانه‌های این پل به صورت هلالی است.
راه دیگری نیز ری را از طریق قم و کاشان به شهر گباس (اصفهان کنونی) متصل می‌ساخت. چهار کیلومتر بعد از پل دلاک به طرف  از مسیله در برابر گردنه‌ای که به محمدآباد کاج می‌رود آثار یک پل مخروبه از این دوره به جای مانده که به پل شکسته معروف است. وجود این پل جاده سنگ‌فرش از دوره ساسانی و خرابه‌های شهر قدیمی دلیل این مدعاست که این شاهراه در دوره ساسانی از اهمیت ویژه‌ای برخوردار بوده‌است.
هر چند قسمت اعظم پلهای متعدد دوره ساسانی ازبین رفته لیکن آثار پایه‌ای به جای مانده در منطقه فارس گواه بر اهمیت سوق الجیشی راههای این دوره بوده‌است که به چند نمونه از آن اشاره‌ای کوتاه خواهیم داشت.
پل کوار
که بر سر راه فیروز آباد بر روی رودخانه قراآقاج قرار دارد شاید کامل‌ترین پلی باشد که از زمان ساسانیان به جای مانده‌است.
پل تنگاب
مهمترین پل موجود از این دوره پل ویرانی است که بر روی رودخانه فیروز آباد و در تنگه تنگاب ساخته شد. این پل حد فاصل سرزمین فارس و خوزستان بوده‌است.
پل مورد
در ساحل چپ رودخانه لاله در خاک ممسنی و شمال اردکان فارس بر سر راه قدیمی فارس و خوزستان قرار دارد و بر روی پایه‌های هخامنشی استوار شده است
پل پیرین
این پل بر روی رودخانه تنگ پیرین میان راه کوپون به باشت در کوهستان شمال غربی فارس و آغاز خاک خوزستان و چند کیلومتر دورتر از دخمه داو دختر واقع شده‌است. ویرانه‌های این پل به وسیله سر اورل استین کشف شده‌است.
پل خیرآباد
بر روی رودخانه تاب (مارون) بهبهان بر سر راه قدیم استخر به خوزستان احداث گریده است.
پل‌های دختر
پل‌های دختر یکی از نکات قابل ذکر وجود پلهایی به نام پل دختر در نقاط مختلف می‌باشد وجه تسمیه دختر مشخص نیست ولی معمولاً هر بنایی که دارای تاریخ مشخصی نبوده یا در نقاط دور افتاده ساخته شده از حمله شایعات و افسانه‌ها مصون نمانده‌است. عده‌ای معتقدند این پلها را بر  روی رودخانه‌هایی می‌بستند و در حقیقت هدیه‌ای نثار دختر یعنی ناهید (فرشته نگهبان آبها) می‌کردند. با بررسی و غور بیشتر در پیشینه تاریخی هر پل دختر می‌توان به نتایج ذیل دست یافت.
1. از اثار دوره ساسانی هستند یا دارای پایه‌های ساسانی می‌باشند.
2. در مناطق کوهستانی به خصوص مناطق سوق الجیشی قرار دارند.
3. این پلها غالبا در مسیر شاهراههای باستانی قرار داشته‌اند.
4. معمولاً در کنار این پلها قلعه یا قراولخانه‌ای وجود داشته که حفاظت این راهها و کنترل عبور و مرور را به عهده داشته‌است. پلهایی که به نام دختر نامیده می‌شود عبارتند از: پل کرو دختر جایدر پل دختر ممولان در لرستان و پل دختر فیروزآباد که در تنگ تنگاب قرار دارد.